# 虫森莺属
虫森莺属是雀形目森莺科的一属鸣禽，现包含3个种。

## 种
以下为虫森莺属的3个种。该属原先还包含其他几个种，但现已移至奥利奥森莺属（Oreothlypis）。
- 黑胸虫森莺（Vermivora bachmanii）
- 蓝翅虫森莺（Vermivora cyanoptera）
- 金翅虫森莺（Vermivora chrysoptera）